# 雷斯·克拉克
雷斯利·詹姆斯·「雷斯」·克拉克（英語：Leslie James "Les" Clark，1907年11月17日—1979年9月12日）是一名美國男動畫師，也是迪士尼九老之一。1927年加入迪士尼，他是唯一一個與烏布·伊沃克斯一起創作米老鼠的人。

## 早年生活
雷斯·克拉克於1907年出生於猶他州奧格登，是木匠詹姆斯·克拉克（James Clark）和露特·華德茲沃斯（Lute Wadsworth）的十二個孩子中最大的孩子。1910年前，一家住在鹽湖城，1920年前，他們住在愛達荷州的特溫福爾斯。到了1930年前，他們住在洛杉磯，雷斯在當地上威尼斯高中。高中時，他在好萊塢的華特迪斯尼工作室附近的一家冰淇淋店工作。華特和洛伊·迪士尼經常光顧這家商店，而華特曾一度稱讚雷斯的菜單刻字工作。後來，雷斯鼓起勇氣向華特求職。他回憶起華特的回答：
⋯⋯（華特說）「帶些你畫的作品看看吧。」所以，我拷貝了些漫畫給華特看。他說我的線條畫得不錯，何不星期一去上班呢。
高中畢業後的週一，雷斯在工作室得到一個臨時職位。
他和妻子米瑞安（Miriam）育有一子理查（Richard），和一女米瑞安（Miriam）。

## 迪士尼事業
克拉克一開始是以攝影師的身份在工作室工作，並為動畫上墨水和油漆。後來他開始接受烏布·伊沃克斯的指導。在米老鼠的發展過程中，克拉克被提升為「inbetweener」的位置，為《汽船威利號》的一個場景工作。克拉克被升為動畫師後在動畫短片系列Silly Symphony中被賦予重要任務：具有標誌性地位的《The Skeleton》。烏布·伊沃克斯離開迪士尼後，克拉克成為米老鼠的首席動畫師。他繼續磨練自己的技藝，在工作室工作時參加藝術課程。隨著他的進步，他被賦予在即將上映的電影《白雪公主》中為七個小矮人製作動畫的任務，特別是白雪公主與七個小矮人中的每一個共舞的場景。後來他也為著名迪士尼角色皮諾丘、灰姑娘、愛麗絲和丁克貝爾製作動畫。

## 動畫風格
克拉克以用樂譜為動畫計時和傳達情感的能力的動畫風格而被大眾所知。

## 逝世
克拉克因癌症而在1979年9月12日於加州聖塔芭芭拉逝世。

## 外部連結
- Les Clark在互联网电影资料库（IMDb）上的資料（英文）